# 提升 (科幻)
提升（Uplift）在科幻作品中是指沒有智慧的動物（包括人類的祖先），經由演化或是生物工程等被動因素，變成了和人類同等的智能、肢體結構和思考模式。這種概念很可能起源於科幻小說家David Brin的作品《提升宇宙》（Uplift Universe）。

## 代表作品

### 小說
- 強納森·綏夫特《格列佛遊記》
- 赫伯特·喬治·威爾斯《莫洛博士島》[2]
- 皮爾鮑李《人猿星球》[3]
- 亞瑟·查理斯·克拉克《2001太空漫游》[4]
- 倪匡《衛斯理》系列

### 影視作品
- 《星艦奇航記：銀河前哨》
- 《靈異之城》
- 《忍者龜：變種世代》

### 動漫
- 藤子不二雄《哆啦A夢》
- 手塚治虫《鳥人大系（日语：鳥人大系）》等作品

### 遊戲
- 《GURPS》
- 《質量效應》系列
- 《刺客教條》系列
- 《Spore》
- 《漆彈大作戰》
- 《恆星戰役》

## 相關
- 能言動物
- 超人類
- 優生學
- 精怪

## 外部連結
- All Together Now: Developmental and Ethical Considerations for biologically uplifting nonhuman animals （页面存档备份，存于） by George Dvorsky
- Great Ape Trust （页面存档备份，存于）
- Fiction with "Uplifted" Animals: An Annotated Bibliography